# Schriefersmühle (Mönchengladbach)
Schriefersmühle ist eine Honschaft (Ortsteil) des Stadtteils Rheindahlen-Land im Stadtbezirk West (bis 22. Oktober 2009 Rheindahlen) in Mönchengladbach. 
Zum Ortsteil gehören drei Wohngebäude, die namensgebende Schriefersmühle von 1747, ein Bauernhof sowie eine Tankstelle.

## Geografie
Schriefersmühle liegt am äußersten westlichen Stadtrand von Mönchengladbach zur Stadtgrenze an den Kreis Heinsberg und Wegberg. Weiterhin liegt die Honschaft direkt an der von Aachen weiter nach Mönchengladbach und Krefeld führenden B 57. Rheindahlen, der Hauptort der Honschaft, befindet sich rund zwei Kilometer Luftlinie entfernt in nordöstlicher Richtung.

### Nachbargemeinden
| Gripekoven (zu Wegberg) | Merreter                                    | Rheindahlen  |
| Beeck (zu Wegberg)      | Kompassrose, die auf Nachbargemeinden zeigt | Sittardheide |
| Kipshoven (zu Wegberg)  | Mehlbusch (zu Wegberg)                      | Genholland   |

## Die Schriefersmühle
Das namensgebende Bauwerk ist die unter Denkmalschutz stehende Schriefersmühle, ein 1747 aus Feldbrandsteinen erbauter Turmholländer (Innenkrüher) und eines der ältesten profanen Denkmäler des Mönchengladbacher Stadtgebiets.

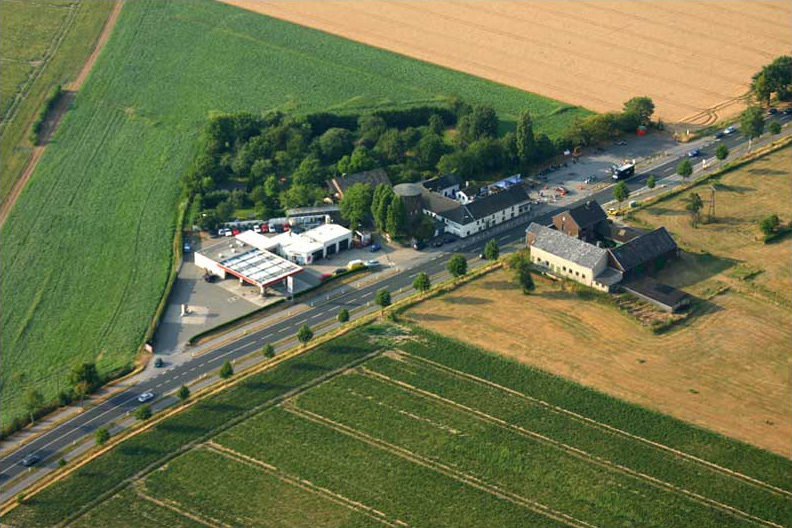
Luftbild der Honschaft mit der Mühle
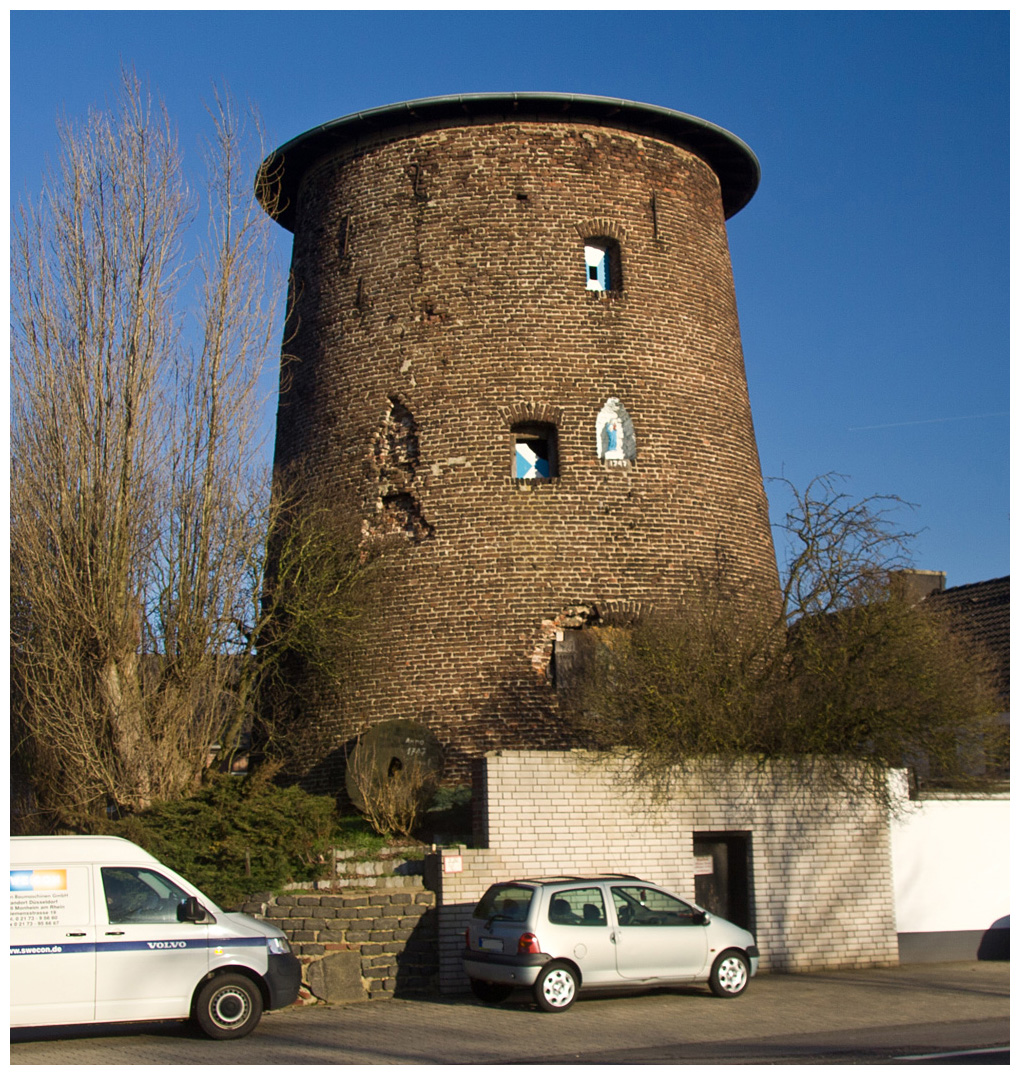
Die Schriefersmühle im Jahr 2011 vor der Sanierung des Außenmauerwerks
51° 8′ 10,3″ N, 6° 20′ 25,4″ O

## Busverbindungen
Über die in Schriefersmühle gelegene gleichnamige Bushaltestelle Schriefersmühle der Linien 017 und SB81 der NEW mobil und aktiv Mönchengladbach und der WestVerkehr ist eine Anbindung an den öffentlichen Personennahverkehr gegeben.